# Maladera proxima
Maladera proxima är en skalbaggsart som beskrevs av Hermann Burmeister 1855. Maladera proxima ingår i släktet Maladera och familjen Melolonthidae. Inga underarter finns listade i Catalogue of Life.